# Chacé
 Chacé ist eine Ortschaft und eine Commune déléguée in der französischen Gemeinde Bellevigne-les-Châteaux mit 1437 Einwohnern (Stand 1. Januar 2022) im Département Maine-et-Loire in der Region Pays de la Loire.
Die Gemeinde Chacé wurde am 1. Januar 2019 mit Saint-Cyr-en-Bourg und Brézé zur Commune nouvelle Bellevigne-les-Châteaux zusammengeschlossen. Sie hat seither den Status einer Commune déléguée. Die Gemeinde Chacé gehörte zum Arrondissement Saumur und zum Kanton Saumur.

## Bevölkerungsentwicklung
| Jahr      | 1962 | 1968 | 1975 | 1982 | 1990 | 1999  | 2009 |
| Einwohner | 672  | 867  | 855  | 1070 | 1282 | 1 309 | 1247 |

## Sehenswürdigkeiten
- Höhlen aus unterirdischen Tuff-Steinbrüchen (Abbau seit dem 15. Jahrhundert)
- Schloss Le Bois Saumoussay (Monument historique)
- Schloss Chacé (Monument historique)

Siehe auch: Liste der Monuments historiques in Bellevigne-les-Châteaux

## Weinbau
Die Reben in Chacé gehören zum Weinbaugebiet Anjou.

## Persönlichkeiten
- François de Laval (Montmorency) († 1538), Seigneur de Marcillé et de Saumoussay, Onkel von Pierre de Ronsard